# Drapetis laevis
Drapetis laevis är en tvåvingeart som beskrevs av Becker 1914. Drapetis laevis ingår i släktet Drapetis och familjen puckeldansflugor. Inga underarter finns listade i Catalogue of Life.